# Acer trialatum
Acer trialatum är en kinesträdsväxtart som beskrevs av L.L.Deng, K.Y.Wei & G.S.Fan. Acer trialatum ingår i släktet lönnar, och familjen kinesträdsväxter. Inga underarter finns listade i Catalogue of Life.